# ارپلدانژ
ارپلدانژ (به لوکزامبورگی: Ierpeldeng) یک شهرداری در استان دیکریش کشور لوکزامبورگ است که ۲۸٫۴۱ کیلومترمربع مساحت دارد و جمعیت آن در سال ۲۰۱۱ میلادی ۲۲۴۸ نفر بوده‌است.

## بخش‌ها
این شهرداری ۳ بخش یا زیرمجموعه دارد که عبارتند از:
- بوردن (Burden)
- ارپلدانژ (Erpeldange) مرکز
- اینگلدورف (Ingeldorf)

## تاریخچه جمعیت
تاریخچه رشد جمعیت این شهرداری در جدول زیر آمده‌است  :
| سال  | جمعیت |
| ---- | ----- |
| ۱۸۲۱ | ۶۰۴   |
| ۱۸۵۱ | ۸۵۶   |
| ۱۸۸۰ | ۶۴۹   |
| ۱۹۱۰ | ۶۷۶   |
| ۱۹۳۵ | ۶۰۷   |
| ۱۹۴۷ | ۵۹۳   |
| ۱۹۶۰ | ۶۴۶   |
| ۱۹۷۰ | ۸۶۴   |
| ۱۹۸۱ | ۱۱۶۰  |
| ۱۹۹۱ | ۱۵۴۸  |
| ۲۰۰۱ | ۲۰۶۱  |
| ۲۰۰۴ | ۲۰۷۵  |
| ۲۰۰۷ | ۲۱۱۶  |
| ۲۰۱۰ | ۲۲۲۰  |
| ۲۰۱۱ | ۲۲۴۸  |